# Xavier Coller i Porta
Xavier Coller i Porta és un sociòleg i periodista valencià.
Doctor per la Universitat Yale i per la Universitat Autònoma de Barcelona, ha rebut diversos premis internacionals pels seus treballs, entre ells el Sussman Dissertation Prize (2004) i un esment honorífic en el 2003 Seymour Martin Lipset Award de la Society for Comparative Research (Princeton University). Ha ensenyat en les universitats de Yale, Georgetown, Europea de Madrid, UAB, UPF, UB, Alacant i ESADE.
És autor d'una trentena de publicacions sobre organitzacions complexes, identitats col·lectives, i elits polítiques. Els seus llibres més recents són Cànon sociològic (Madrid: Tecnos, 2003) i Anàlisi d'organitzacions (Madrid: CIS, 2004, amb Roberto Garvía).